# Pregão eletrônico
Pregão eletrônico é uma modalidade licitatória utilizada pelo governo brasileiro para contratar bens e serviços, independentemente do valor estimado. Foi criada através da lei federal 10.520/2002 (Lei do Pregão) e regulamentado na forma eletrônica pelo decreto 5.450/2005. A mesma lei também criou o chamado "pregão presencial", que obrigava os contendentes a comparecerem à negociação, liderada por um pregoeiro devidamente designado pelo órgão da administração pública licitante.
O Estado, como administrador do bem público, deve realizar a contratação mais econômica. Ou seja, melhor custo-benefício. 
O pregão eletrônico visa aumentar a quantidade de participantes e baratear o processo licitatório. Permite a ampliação da disputa licitatória com a participação de maior número de empresas de diversos estados, já que é dispensada a presença dos contendentes. É uma modalidade ágil, transparente e que possibilita uma negociação eficaz entre os licitantes. Além disso, tornou efetivamente mais eficiente e barato o processo licitatório, pois permitir a simplificação de muitas das etapas burocráticas que tornavam morosa a contratação com a administração pública.
Em 2013, o pregão eletrônico proporcionou economia de R$ 9,1 bilhões nas compras públicas do governo federal. As aquisições feitas por essa modalidade somaram R$ 41 bilhões. Se tivessem sido feitas de acordo com valores de mercado, teriam ficado em 50,1 bilhões, valor 18% maior, segundo o Ministério do Planejamento, Orçamento e Gestão.
Na administração pública, o pregão iniciou-se pela ANATEL (Agência Nacional de Telecomunicações), em 1998. As agências reguladoras possuem autonomia para efetuar sua regulamentação nos processos licitatórios, desde que não firam os princípios constitucionais.

## Como funciona
O fornecedor interessado em participar do pregão eletrônico deve cadastrar-se por meio do web site do órgão solicitante. O fornecedor normalmente recebe uma senha, que permite o acesso à opção para certificação da empresa. Após a confirmação da certificação, o fornecedor está habilitado a participar dos pregões referentes àquele órgão.
O pregão eletrônico acontece como numa sala de bate-papo, onde as propostas são apresentadas pelos concorrentes. Inicia-se com a fixação da menor proposta. O pregoeiro então instiga os concorrentes a fazer lances até que não haja mais propostas. O pregão ocorre como um leilão ao contrário, onde ganha o fornecedor que oferecer o menor preço pela mercadoria ou serviço. Normalmente, a identidade dos autores dos lances não é revelada aos demais concorrentes.
Em seguida, verifica-se a habilitação da empresa vencedora. Se ela não estiver perfeitamente habilitada, a habilitação da segunda colocada é verificada. Ao final da sessão, os proponentes podem manifestar a intenção de interpor recursos, com prazo determinado. Finalmente, após o julgamento dos recursos eventualmente interpostos, a contratação é efetuada.